# Robert Sidney Bowen
(4 de outubro de 1900 - 11 de abril de 1977) foi um aviador da Primeira Guerra Mundial, jornalista de jornal, editor de revista e autor que nasceu em Boston, Massachusetts, e morreu de câncer em Honolulu, Havaí, com 76 anos. Ele é mais conhecido por suas séries de livros para meninos escritas durante a Segunda Guerra Mundial, a Dave Dawson War Adventure Series e a Red Randall Series. Ele também trabalhou sob o nome de R. Sidney Bowen e sob o pseudônimo de James Robert Richard.